# Monolepis
Monolepis é um género botânico pertencente à família Amaranthaceae.

## Espécies
- Monolepis asiatica
- Monolepis chenopodioides
- Monolepis litwinowii
- Monolepis nuttalliana
- Monolepis patagonica
- Monolepis pusilla
- Monolepis spathulata
- Monolepis trifida